# Moroziw
Moroziw (ukr. Морозів) – wieś na Ukrainie, w obwodzie chmielnickim, w rejonie kamienieckim. W 2022 liczyła 530 mieszkańców.